# 约翰·伯奇
約翰·伯奇（英語：John Burgee，1933年8月28日—）是一位美國後現代主義建築設計師。伯奇在1967年到1991年與另一位著名的美國建築師菲力普·強生合作，共同創立強生/伯奇建築設計事務所（Johnson/Burgee Architects）。在這期間，兩人設計的著名作品包括休士頓的潘索爾大廈，以及紐約的索尼大廈等等。1991年，伯奇與強生結束合作關係，隨後建築設計事務所破產，而伯奇之後也結束其設計生涯。目前伯奇已經退休，並居住在加利福尼亞州。

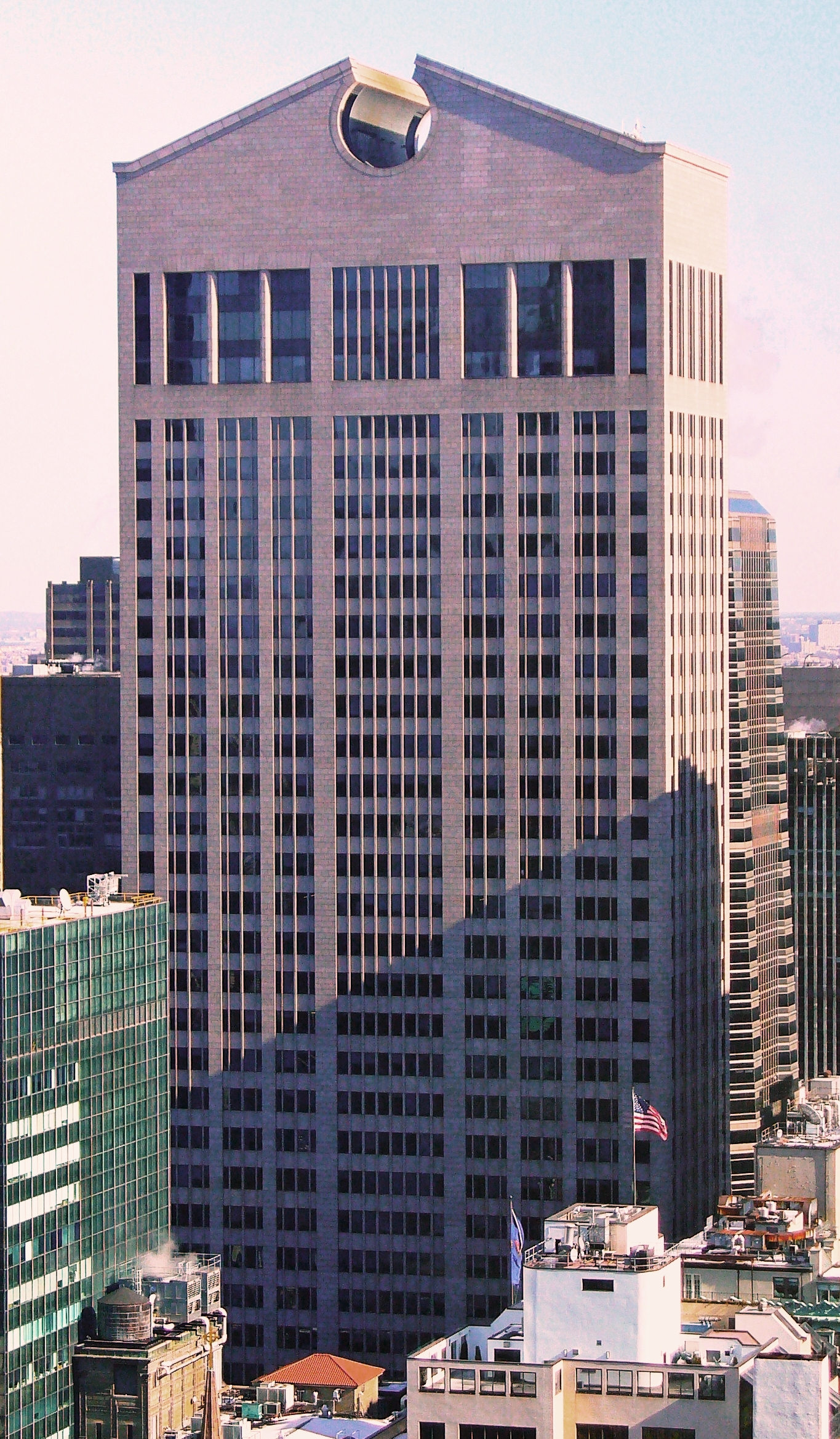
索尼大廈

## 生平
伯奇於1956年，在聖母大學建築學院畢業，當伯奇在1982年被任命為名譽董事時，同時擔任建築學院顧問委員會的顧問委員，並在1988年至2006年其間擔任大學董事會董事。伯奇同時是紐約建築聯盟、林諾克斯山醫院、哥倫比亞大學科學碩士計畫的地產開發、帕森設計學院、紐約上東城歷史區友善計畫的董事，以及自由女神像/埃利斯島百年委員會之建築委員會的聯合主席。另外，伯奇也是紐約建築和城市研究學院的總裁兼董事長。

## 強生/伯奇建築設計事務所

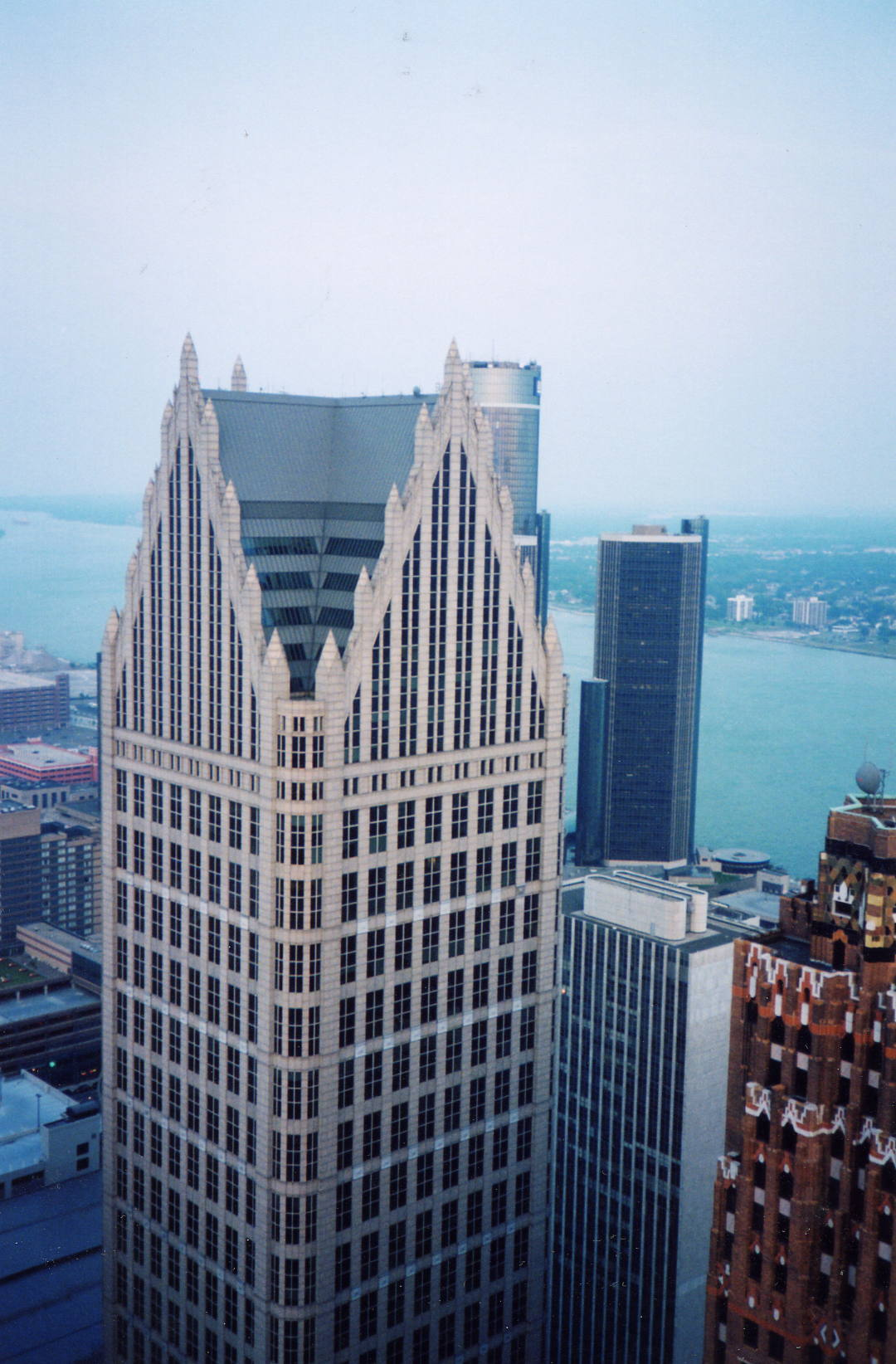
底特律第一中心

約翰·伯奇與菲力普·強生在1968年時，於曼哈頓創立強生/伯奇建築設計事務所，伯奇擔任事務所的執行長，兩人在當時合夥設計不少著名作品。1984年，與事務所合作15年的拉吉·阿胡加（Raj Ahuja），決定成為事務所的完全合夥人。1986年，事務所辦公室搬入紐約的口紅大廈，該大廈同時也是該事務所設計的。在事務所辦公室搬遷同一年，伯奇與強生協商，希望降低強生的夥伴關係，於是強生擔任事務所的設計顧問，並在1988年時，結束與阿胡加的合夥關係。事務所在伯奇指令下完成轉型，而強生則於1991年決定分道揚鑣。此後不久，因重要人物阿胡加與強生地離去，使事務所營運困難，並漸漸破產，這是伯奇的職業生涯中最大的打擊。

### 著名作品
以下列表為強生/伯奇建築設計事務所的著名作品
- 1973年－尼亞加拉大瀑布會議和市民中心（英语：Niagara Falls Convention and Civic Center）（現為塞內卡·尼亞加拉賭場度假村（英语：Seneca Niagara Casino & Hotel）營運）， 美国尼亞加拉瀑布城
- 1973年－BMT百老匯線第49街站（英语：49th Street (BMT Broadway Line)）新站體， 美国紐約[4]
- 1974年－莫寧賽德大樓（Morningside House）， 美国紐約布朗克斯[5]
- 1974年－沃斯堡水上公园（英语：Fort Worth Water Gardens）， 美国沃斯堡
- 1974年－印度航空大厦（英语：Air India Building）， 印度孟買[6]
- 1975年－潘索爾大廈（英语：Pennzoil Place）， 美国休士頓
- 1976年－艾弗里·費雪廳內部改建計畫， 美国紐約[7]
- 1980年－第五大道1001號， 美国紐約[8]
- 1983年－美國銀行中心， 美国休士頓
- 1983年－威廉斯大廈， 美国休士頓
- 1984年－PPG廣場， 美国匹茲堡
- 1984年－索尼大廈， 美国紐約[9]
- 1986年－口紅大廈（英语：Lipstick Building）， 美国紐約[10]
- 1987年－南拉薩爾街190號， 美国芝加哥[11]
- 1987年－聯信銀行大廈， 美国達拉斯
- 1987年－第一大西洋中心（英语：One Atlantic Center）， 美国亚特兰大
- 1989年－博伊爾斯頓街500號（英语：500 Boylston Street）， 美国波士頓
- 1989年－歐洲門， 西班牙馬德里
- 1989年－帕雷媒体中心（英语：Paley Center for Media）， 美国紐約[12]
- 1990年－桃樹大廈191號（英语：191 Peachtree Tower）， 美国亚特兰大
- 1991年－底特律第一中心（英语：One Detroit Center）， 美国底特律
- 1993年－西市場400號（英语：400 West Market）， 美国路易維爾

## 延伸閱讀
- Lang, Jon T. Concise History of Modern Architecture: in India. Orient Blackswan（英语：:Orient Blackswan）,2002年8月1日出版。ISBN 8178240173, 9788178240176.
- White, Norval（英语：:Norval White） & Willensky, Elliot with Leadon, Fran.  5th. New York: Oxford University Press. 2010. ISBN 9780195383867.

## 外部連結
- Emporis （页面存档备份，存于）